# Bèlgida (kommun)
Bèlgida är en kommun i Spanien.   Den ligger i provinsen Província de València och regionen Valencia, i den östra delen av landet, 300 km sydost om huvudstaden Madrid. Antalet invånare är 721. Arean är 17,3 kvadratkilometer. Bèlgida gränsar till Muro del Alcoy.
Terrängen i Bèlgida är platt åt nordväst, men åt sydost är den kuperad.